# NGC 7519
NGC 7519 is een spiraalvormig sterrenstelsel in het sterrenbeeld Pegasus. Het hemelobject werd op 5 oktober 1864 ontdekt door de Duitse astronoom Albert Marth.

## Synoniemen
- UGC 12424
- MCG 2-59-9
- ZWG 431.16
- KUG 2310+104B
- PGC 70713